# Molėtai (stad)
Molėtai is een stad in het noordoosten van Litouwen. Het is een van de oudste nederzettingen in Litouwen en een populaire bestemming voor de inwoners van Vilnius. De plaats heeft ca. 5.984 inwoners. Het kreeg in 1956 stadsrechten.